# Deltochilum tessellatum
Deltochilum tessellatum är en skalbaggsart som beskrevs av Bates 1870. Deltochilum tessellatum ingår i släktet Deltochilum och familjen bladhorningar. Inga underarter finns listade i Catalogue of Life.